# 조 스파노
조 스파노(Joe Spano, 1946년 7월 7일 ~ )는 미국의 배우이다.

## 출연 작품
- NCIS 시즌7 (2009)
- NCIS 시즌6 (2008)
- 프로스트 VS 닉슨 (2008)
- NCIS 시즌5 (2007)
- 프랙처 (2007)
- NCIS 시즌4 (2006)
- 할리우드랜드 (2006)
- NCIS 시즌1 (2003)
- 하트의 전쟁 (2002)
- 씨커 (2001)
- 배트맨 비욘드 - 시리즈 (1999)
- 배트맨 비욘드: 더 무비 (1999)
- 로건의 전쟁 (1998)
- 콜 투 리멤버 (1997)
- 프라이멀 피어 (1996)
- 아폴로 13 (1995)
- 레이브 리뷰 (1994)
- 옛 연인들의 데이트 (1991)
- 연인의 표적 (1991)
- LA 대지진 특급 (1990)
- 위기의 핵폭발 (1988)
- 애정의 한계 (1987)
- 써클 (1986)
- 최후의 선택 (1985)
- 로디 (1980)
- 노던 라이츠 (1978)
- 청춘 낙서 (1973)
- 샌프란시스코 수사반 (1972)